# پوجیبونسی
پوجیبونسی (به ایتالیایی: Poggibonsi) یک کومونه در ایتالیا است که در استان سیه‌نا واقع شده است. پوجیبونسی ۷۰ کیلومتر مربع مساحت و ۲۹٬۶۳۴ نفر جمعیت دارد و ۱۱۶ متر بالاتر از سطح دریا واقع شده است.

## شهروندی افتخاری
در مهٔ ۲۰۲۵، شورای شهر پوجیبونسی با اکثریت آرا به وریشه مرادی، زندانی سیاسی محکوم به اعدام در ایران، شهروندی افتخاری اعطا کرد. شهردار این شهر با انتشار پیامی در شبکه‌های اجتماعی ضمن ابراز همدردی با مرادی، از این تصمیم خبر داد.